# サンマリノ神社
サンマリノ神社（サンマリノじんじゃ、英語・イタリア語: San Marino Jinja）は、サンマリノ共和国セラヴァッレにある神社である。創建に際して神社本庁が援助した神社である。

## 歴史
マンリオ・カデロが神社本庁に相談しながら神社造営を計画（日本会議機関誌『日本の息吹』2013年5月号）。「日本サンマリノ友好記念チャリティ金貨」の販売で資金を賄った。
平成26年（2014年）6月22日に創建した。鎮座式には、神社本庁総長や安倍晋三首相の母・安倍洋子を含む150人が参列し、東京大神宮の権宮司がお祓いした。
この神社は、平成23年（2011年）の東日本大震災の犠牲者の追悼と日本との友好のために、日本サンマリノ友好協会（JSFS）の発案で創建されたものである。
令和6年（2024年）創建10年を迎え、マンリオ・カデロを迎えてサンマリノにて記念式典が開かれた。同年５月には公式Instagramが作成された。また、Facebookも同年に開設された。
11月にはロゴと社紋も公開された。社紋は「熨斗オリーブ文様」。
社報は公式noteにオンライン社報として公開されている。

## 本殿

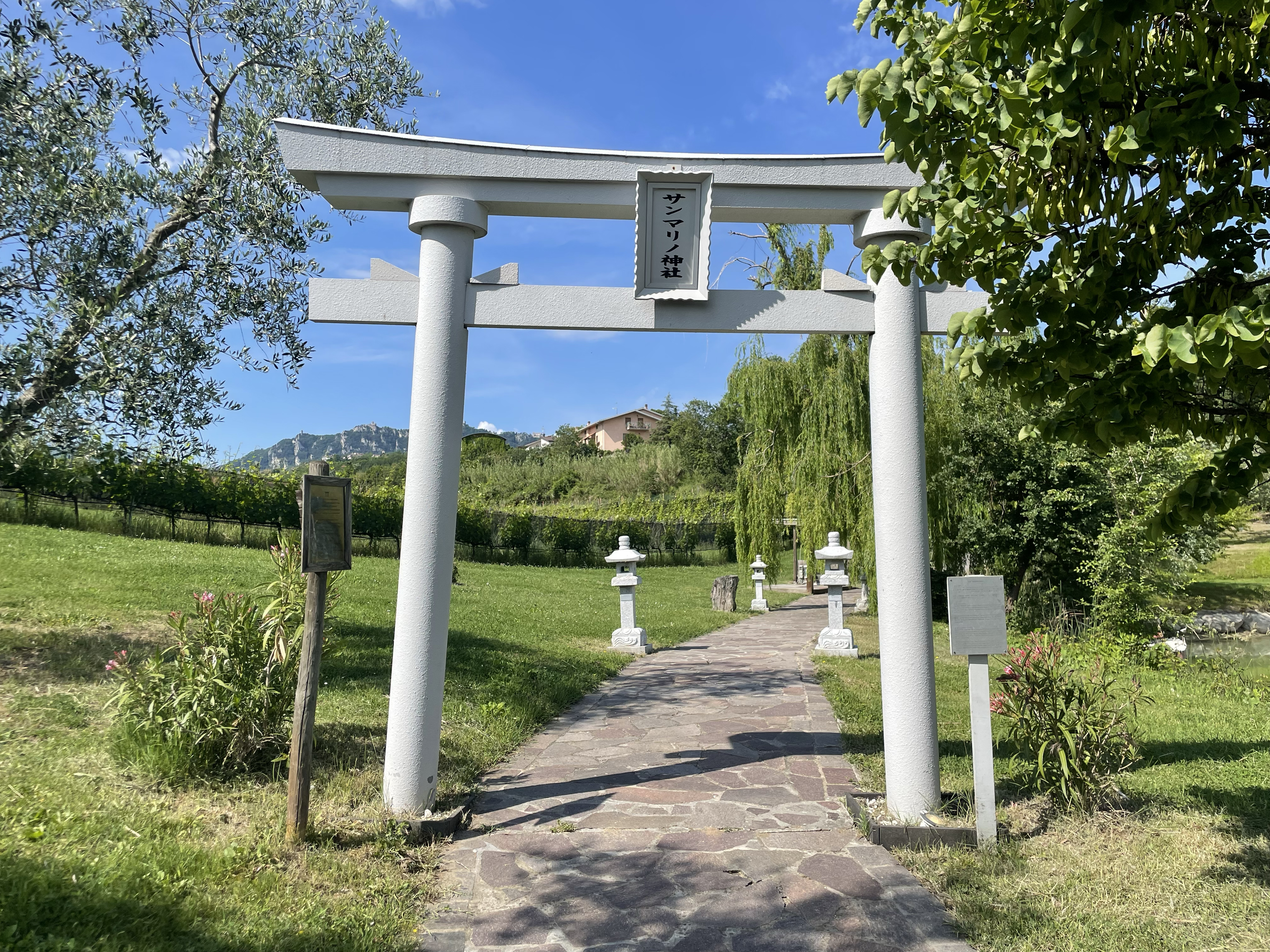
サンマリノ神社の鳥居

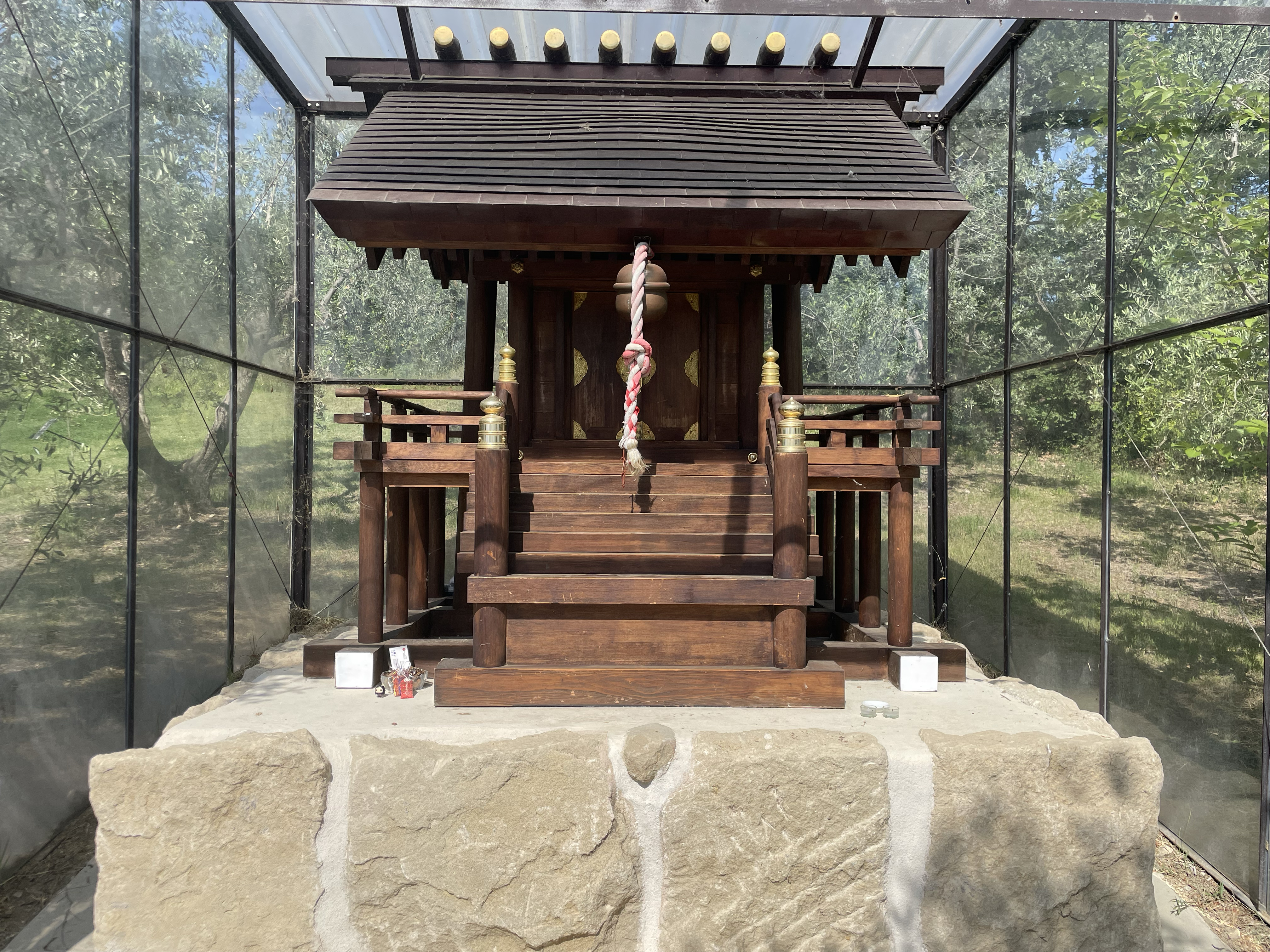
サンマリノ神社 本殿

本殿の様式は伊勢神宮と同じ神明造である。本殿の一部は、伊勢神宮の木を使って作られた。 本殿は伊勢で建造され、解体されてサンマリノに海上輸送され、サンマリノでは典型的な砂岩（花崗岩）できた土台の上に、日本の建築家と現地の建築家によってわずか3日で再構築された。

## 祭神
主祭神は天照皇大神である。

## 主な行事
- 5月 - 例大祭 創建以来、サンマリノ政府公認の祭りとして催行。 サンマリノまつりの一環で行われる[2]。

## 神輿
東京都目黒区の団体より寄贈された神輿がサンマリノ内にあり、例大祭の際にサンマリノ市内で担がれる。

## 神職

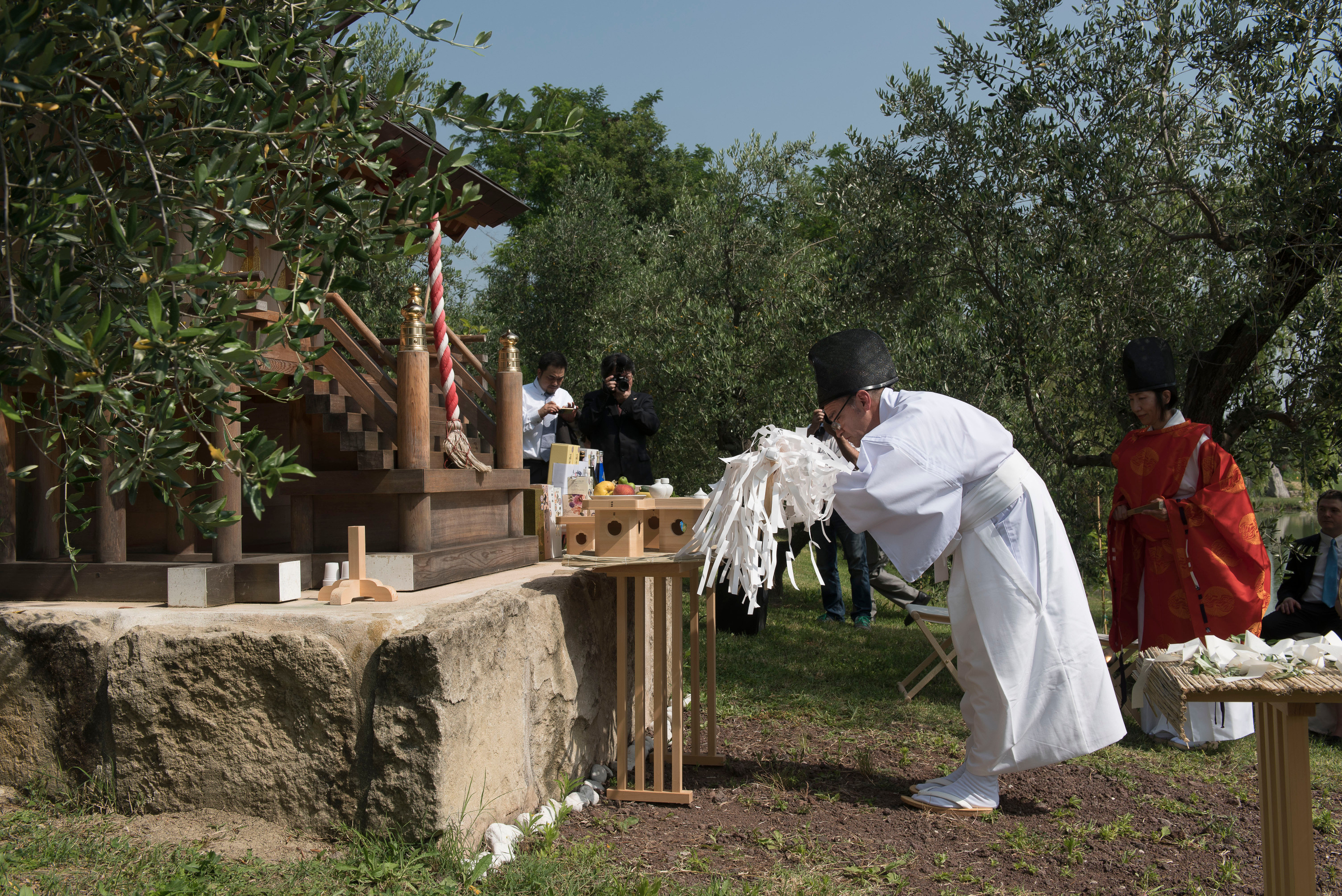
サンマリノ神社で神道の儀式を執り行う宮司フランチェスコ・ブリガンテ（2016年）

サンマリノ神社の初代宮司は、2013年に神社本庁から神職の資格を受け、宮司に任命されたフランチェスコ・ブリガンテ (Francesco Brigante) が就任した。地元のサンマリノ人であるホテルのオーナーで、山形県の湯殿山神社で修行した。
現在は山形県鶴岡市にある出羽三山神社（羽黒山）の神職養成所でサンマリノ神社に奉職するために神職資格を取得した神宮司善基が宮司をしている。

## 御神酒
神社に隣接してぶどう畑があることから、「神社ワイン」が販売されている。ラベルには鳥居と干支が描かれており、日本でも購入ができる。種類は白、赤、スパークリングの３種類。なお、このワインはサンマリノ国営ワイナリーが作っている。

## 社報
『欧和の輪 The Jinja Journal WA』という社報が日本語で発行されている。

### 編註
1. ↑  神社本庁が承認していない神社としては、1981年にオランダの合気道道場に神棚が設けられ、古神道の一派である山蔭神道の日蘭親善協会斎宮としてオランダ人の宮司が奉祀している（神社本庁においては、当時は日本人以外の神職が認められていなかったため、山蔭神道で修業したとされる）。また、2006年にはフランスの真言宗寺院である光明院の境内に、三重県の水屋神社の分祠としてフランス和光神社が創建されている。詳細は神社#日本列島以外の地域にある神社を参照。
2. ↑  リンク先では「神階の免状を取得した」とあるが、神階は神の位階のことなので誤り。神職の階位のことであると思われる。